# Еловицы
Еловицы — деревня в Богородском районе Нижегородской области. Входит в состав Шапкинского сельсовета.
Деревня располагается на правом берегу реки Кудьмы.